# جید نورث
جید نورث (۷ ژانویهٔ ۱۹۸۲) یک بازیکن فوتبال اهل استرالیا است. وی در تیم ملی فوتبال استرالیا بازی کرده است.